# 入江和作
入江 和作（いりえ わさく、天保4年（1833年） - 明治38年（1905年））は、幕末の下関西ノ端の豪商。町の大年寄を務めた。酢の醸造業。
同時代の長州藩士であった野村靖の旧名が「和作」で実家が「入江」である事からよく混同されるが、別人である。

## 略歴
勤王の志があり、功山寺挙兵で決起した高杉晋作に軍資金を提供した支援者。野村望東尼の手紙によると、三、四万両の金策をしたという。晋作の四国亡命の旅費も用立てている。晋作への支援を禁じる長州藩に追われ、夜の海に飛び込んで逃れた事もあった。維新後の波には乗れず、店は傾いた。
明治38年（1905年）、73歳で没。「ぼーっ、として育った人」であったという。